# Celîlê Celîl
Celîlê Celîl, Jalile Jalil o Djalil Jalile (Ereván, 26 de noviembre de 1936) historiador, escritor y kurdólogo kurdo yazidí.
Estudió en la Universidad Estatal de Ereván y la Universidad de Leningrado. Recopiló junto a su hermano Ordîxanê Celîl y su hermana Cemîle Celîl poemas y leyendas yazidíes. A la caída de la URSS emigró a Austria donde fue lector de kurdo en la Universidad de Viena.

## Obra
1. Vosstaniye Kurdov 1880 goda, 1966
2. Zargotina Kurda, 1978.
3. Jiyana Rewşenbirî û Siyasi ya Kurdan, 1985
4. Kurdskie skazki, legendy i predaniia, 1989.
5. Zargotina Kurdên Sûriyê, 1989, ISBN 91-970927-3-8
6. Dastanên Kurdî, 1994
7. Autobîografîya Ebdurrizaq Bedirxan, 1999
8. Dîwaro tera dibêm bûkê tu guhdar be, 2000
9. Sîyapûş Seyfulmuluk,  2000
10. Rûpelên Balkeş Ji Dîroka Gelê Kurd, 2002
11. Keşkûla Kurmancî: Sedsalîyên X - XX, , 2004, ISBN 3-902185-06-6